# Gwenaëlle Aubry
Gwenaëlle Aubry (Saint Etienne, 2 aprile 1971) è una scrittrice e filosofa francese.

## Biografia
È cresciuta a Parigi, dove ha frequentato i licei Jules-Ferry e Condorcet. Dopo due anni di corso preparatorio al Lycée Henri-IV, è entrata a far parte dell'École Normale Supérieure in rue d'Ulm nel 1989, all'età di diciotto anni. Conduce il suo primo lavoro di ricerca, dedicato a Plotino, sotto la direzione di Pierre Hadot. Dopo un soggiorno presso la Scuola Normale di Pisa, viene accettata nel 1992 per l'aggregazione di filosofia. Vincitrice della Knox Scholarship del Trinity College (Cambridge), ha conseguito un M.Phil. in filosofia e nel 1999 ha discusso a sua tesi di dottorato in filosofia presso l'Università di Parigi-Sorbona.
Direttrice della ricerca presso il CNRS (Centre Jean Pépin, UMR 8230), è stata docente all'Università di Nancy-II e ha insegnato anche all'Università di Parigi-IV e all'ENS-Ulm.
Il suo primo romanzo, Le diable détacheur, è stato pubblicato da Actes Sud nel 1999. È stata vincitrice di Villa Médicis nel 2005 e nel 2009 ha ricevuto il premio Femina per Personne (Nessuno). I suoi romanzi sono stati tradotti in dieci lingue.

## Il suo lavoro
Racconto iniziatico “dalle risonanze raciniane”,, Le diable détacheteur è finalista al Goncourt per il primo romanzo e al premio Emmanuel-Roblès, e vincitore nel 1999 del premio Cino del Duca per il sostegno alla creazione letteraria.
Nel 2002 è apparso L'Isolée (Stock, riedizione Mercure de France 2010), ispirato alla figura di Florence Rey. Questo romanzo è uno dei “15 favoriti” di Le Monde des livres ed è stato selezionato per il Prix Médicis. È stato ampliato nel 2003 da un racconto, L'Isolement.
Notre vie s'use en transfigurations, il cui titolo è mutuato da Rilke, è stato pubblicato nel 2007 da Actes Sud. Per parlare della bruttezza “come oltre la forma”, il libro cerca una “nuova forma” fatta di “narrazioni, racconti, collage, ritratti” e “sviluppa una scrittura poetica in continua evoluzione” (Tâm van Thi, rivista Le Literary).
Nel 2009, Gwenaëlle Aubry ha ricevuto il Prix Femina per Nobody, un romanzo-alfabeto, "ritratto in ventisei angoli e con il centro assente" di una malinconia. Il libro è stato anche vincitore del premio Thyde Monnier della SGDL, ed è apparso nell'ultima selezione del Prix Médicis e dell'Accademia di Francia e nella lista dei premi Novembre e Flore. È stato tradotto in dieci lingue ed è apparso negli Stati Uniti con una prefazione di Rick Moody. È stato interpretato dall'autrice accompagnata da Theo Hakola e Marcial Di Fonzo Bo. Nel 2022 ha ispirato ad Annette Messager il titolo della sua mostra “Comme si” al Lille Métropole Musée d'Art moderne (LaM).
Nel 2012 è stato pubblicato Partages, descritto da Henri Raczymow come un “poema a due voci contrappuntistiche”  che rispecchia, a volte alternando pagina per pagina, le voci di due giovani ragazze, una ebrea, l'altra palestinese, in Israele durante la seconda Intifada “per far emergere la sua tragica gemellarità”. Selezionato per il premio Goncourt, questo romanzo è stato finalista al Goncourt des lycéens e al grand prix du roman de l'Académie française.
Nel 2015, il collettivo L'Une et l'autre ha riunito i testi di sei autori dediti ai loro modelli letterari, come un "autoritratto vuoto". Gwenaëlle Aubry ha pubblicato Lazare mon amour su Sylvia Plath, che ha adattato per il palcoscenico e che è stato oggetto di una ristampa separata nel 2016. Ha inoltre dedicato testi pubblicati su riviste o collettive a Yves Bonnefoy, WG Sebald e Georges Perec.
Nel 2016 è apparso Perséphone 2014, "un libro carnale e violento, che scava nello spazio e nel tempo, 'cripta nell'anonimato del mito' il materiale autobiografico per aprire nuovi territori" (Sophie Joubert, L' Humanité) Le Monde des livres ne sottolinea la “musicalità potente e inquietante”. Secondo Le Matricule des Anges, "qualcosa di così misterioso come il potere ipnotico del desiderio abita queste pagine come se fossero strette attorno a una camera segreta che ospita l'eco di una confessione cifrata". Il testo viene letto dall'autrice accompagnata dal chitarrista Sébastien Martel.
Nel 2018, Gwenaëlle Aubry ha pubblicato La Folie Elisa, un romanzo corale dove si organizzano le storie di quattro donne che “in un mondo insanguinato dagli attentati e coperto di muri e filo spinato, hanno deciso di liberarsi dei muri che erano in loro” (Richard Blin, Le Matricule des Anges).) Salutato come "un grande libro del caos portato da una prosa incandescente" (Jérôme Garcin , L'Obs))  e il cui "ritmo ha la vitalità del pensiero in movimento, totalmente in tensione" (Frédérique Roussel, Libération),) il testo viene letto dell'autrice all'Opéra Bastille su invito della Maison de la Poésie con il chitarrista Seb Martel e l'attrice Judith Chemla. È doppiata da Baptiste Guiton al Festival d'Avignon nell'ambito del ciclo Voix d'auteurs (France Culture-SACD), con la partecipazione dell'autrice accompagnata da Judith Chemla, Marianne Denicourt, Marie-Sophie Ferdane e Céline Sallette,, poi trasmesso da France Culture.
All'inizio dell'anno scolastico 2021 appare Saint Phalle. Monter en enfance, un ritratto dell'artista Niki de Saint Phalle dal suo capolavoro, il Giardino dei Tarocchi. Camille Laurens, in Le Monde des Livres, ne parla come di una "biografia iniziatica", per Nathalie Crom, in Télérama, "dovremmo inventare un nuovo genere letterario per qualificare il bel libro nato dall'immersione di Gwenaëlle Aubry nel Giardino dei Tarocchi”. Secondo Bertrand Leclair, "ciò che rende il libro di grande interesse è dovuto alla sua forma [...] e tanto più che questa forma assume la dimensione di un gioco". Il libro è finalista al Prix Médicis Essai e al Prix Renaudot de l'essai.

## Vita privata
È sposata con il filosofo Quentin Meillassoux.

## Opere

### Romanzi e racconti
- Le Diable détacheur, Actes Sud, 1999; ristampa di Mercure de France, 2012, vincitore del premio Cino Del Duca
- L'Isolée, Stock, 2002
- L'Isolement, Stock, 2003 (L'isolatée/L'isolation , rééd. Mercure de France, 2010)
- Notre vie s'use en transfigurations, Actes Sud, 2007
- Personne, Mercure de France, 2009, Folio n °5200. Prix Femina . Premio Thyde Monnier della SGDL.
- Partages, Mercure de France, 2012; The Pocket Book, 2013.
- Lazare mon amour, L'Iconoclaste, 2016
- Perséphone 2014, Mercure de France, 2016
- La Folie Elisa, Mercure de France, 2018.
- Saint Phalle. Crescere nell'infanzia, Stock, 2021.

### Filosofia
- Plotino. Trattato 53 (I, 1). Introduzione, traduzione, commento e note, Paris, Cerf, 2004.
- Dio senza potere: Dunamis ed Energeia in Aristotele e Plotino . Archaeology of Power I , Paris, Vrin, 2007. Nuova edizione rivista e ampliata Vrin, 2020 (Premio dell'Associazione di studi greci) 48 .
- G. Aubry e F. Ildefonse (dir.), Il sé e l'interiorità , Vrin, 2008
- G. Aubry (dir.), "L'impotenza di Dio", in Rivista filosofica di Francia e all'estero , n. 3  , luglio-settembre 2010.
- Genesi del Dio sovrano. Archeologia del potere II, Vrin, 2018.
- G. Aubry, L. Brisson, Ph. Hoffmann, L. Lavaud (dir.), Rileggere gli elementi di teologia di Proclo. Ricevimenti, interpretazioni antiche e moderne, Hermann, 2021.